# Liste der Weihbischöfe in Minden

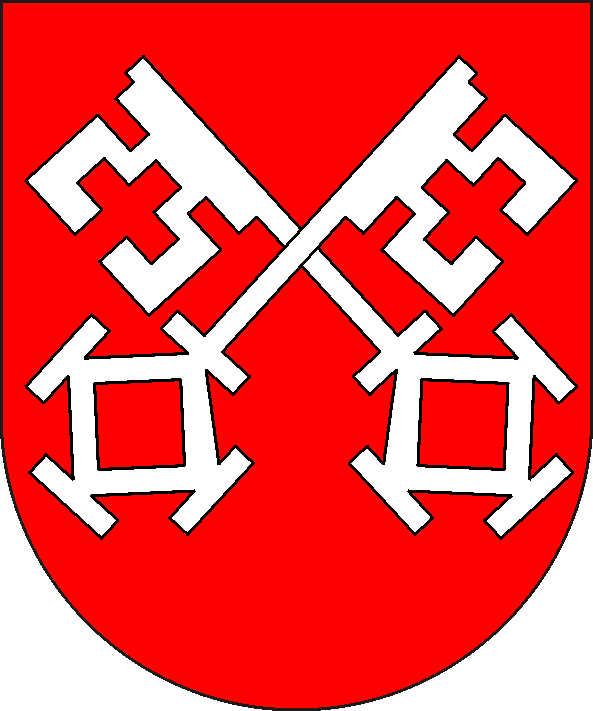
Wappen des Bistums Minden

Die folgenden Personen waren als Weihbischöfe im Bistum Minden tätig:
| Nr. | Bischof                                 | von  | bis  | Anmerkung |
| --- | --------------------------------------- | ---- | ---- | --- |
| 01  | Bernhard Sasse                          |      | 1220 | |
| 02  | Conrad von Heidelbeck                   | 1354 | 1380 | |
| 03  | Antonius OFM                            |      | 1412 | |
| 04  | Johann Christiani von Schleppegrell OSA | 1428 | 1468 | TB v. Misenum (Missene, Mysia) ernannt am 7. Juni 1428, Weihbischof in Hildesheim, Münster und Minden † 8. Oktober 1468 |
| 05  | Johannes Tideln OP                      | 1477 | 1501 | TB v. Misenum, ernannt und konsekriert am 7. Februar 1477, Weihbischof in Hildesheim und Minden, † 28. Juli 1501        |
| 06  | Johannes Gropengeter OSA                | 1499 | 1508 | TB v. Pandanum, ernannt am 9. Januar 1499, † resigniert 25. Januar 1508                                                 |
| 07  | Ludwig von Siegen OFM                   | 1502 | 1508 | TB v. Misenum, ernannt am 20. Mai 1502, Weihbischof in Hildesheim und Minden, † 11. Februar 1508                        |
| 08  | Heinrich von Hattingen OCarm            | 1515 | 1519 | TB v. Lydda, † 1519 |